# Quintus Claudius Quadrigarius
Quintus Claudius Quadrigarius was een Romeins annalist uit de 1e eeuw v.Chr.

## Leven
Volgens een literair-historische opmerking van Velleius Paterculus leefde Quadrigarius Claudius en zijn collega's Valerius Antias en Lucius Cornelius Sisenna ten tijde van de Romeinse veldheer Lucius Cornelius Sulla, in de eerste helft van de 1e eeuw v.Chr. De bewaarde fragmenten van zijn werk, dat net als de meeste oude Romeinse geschiedwerken verloren gegaan is, behandelden de geschiedenis van Rome tot de Romeinse burgeroorlog van Sulla (laatste fragment: 82 v.Chr.) en lijken dus Velleius' opmerking te bevestigen. Uit zijn cognomen Quadrigarius maakt men op dat hij niet tot de patricische tak van gens Claudia behoorde. Voor de rest is er niet over zijn leven bekend.

## Werk
De titel van het werk van Claudius Quadrigarius verschilt in de antieke citaten, net zoals de titel van het werk van Valerius Antias, tussen de Annales en de historici. Het telde ten minste 23 boeken, begon echter niet, zoals de meeste andere annales, met de legendarische vroege Romeinse geschiedenis, maar met de verovering van Rome door de Galliërs (ca. 390 v.Chr.). Waarschijnlijk meende Quadrigarius Claudius over de vroegere periode niets te kunnen zeggen, omdat de Galliërs alle documenten hadden vernietigd. Het historische materiaal was in Claudius' werk op een zodanige wijze verdeeld dat in het 1ste boek o.a. de Samnitische oorlogen (tot 304 v.Chr.), in het 3de boek de strijd tegen Pyrrhus worden beschreven en in het 5de boek de nederlaag van de Romeinen tegen Hannibal Barkas in de Slag bij Cannae (216 v.Chr.) werd genoemd. In het 13de boek behandelde hij de terugkeer van Quintus Caecilius Metellus Numidicus (99 v.Chr.), in het 19de boek de overwinning van Sulla over Archelaos (86 v.Chr.). Net zoals in vergelijkbare historische werken, heeft de auteur de eigentijdse geschiedenis, die hij zelf had meegemaakt, in ruimer bestek geschreven dan de vroegere geschiedenis.

## Edities
- H. Beck - U. Walter (edd.), Die frühen römischen Historiker, II, Darmstadt, 2004, pp. 109–167.
- H. Peter, Historicorum Romanorum Reliquiae (HRR), I², pp. 205-237.

## Verder lezen
- A. Klotz, Livius und seine Vorgänger, Leipzig, 1940-1941.